# Chiesa di Santa Maria Maggiore (Tuscania)
La chiesa di Santa Maria Maggiore a Tuscania sorge alle pendici del colle di San Pietro che ospita, sulla sua cima, anche l'omonima basilica.
Dal dicembre 2014 il Ministero per i beni e le attività culturali la gestisce tramite il Polo museale del Lazio, nel dicembre 2019 divenuto Direzione regionale Musei.

## Storia
Nominata per la prima volta nell'852 in una bolla di papa Leone IV al vescovo di Tuscania, Urbano (si ha notizia di un vescovo a Tuscania già dal 595, quando un tale Virbono compare nell'elenco dei partecipanti ad un concilio), fu consacrata il 6 ottobre 1206.
Il critico Pietro Toesca all'inizio dello scorso secolo ha visto in Tuscania, e quindi anche in Santa Maria Maggiore, un centro artistico sensibile alla ricezione di messaggi diversi, anche piuttosto aggiornati, che avrebbero fatto della cittadina laziale un polo capace di anticipare quel linguaggio che si sarebbe affermato successivamente nella vicina Roma. Secondo Toesca Santa Maria Maggiore sarebbe stata costruita in due riprese verso la fine del XII secolo; Karl Noehles pensa che sia invece antecedente a San Pietro, mentre la Raspi Serra pensa a una collocazione fra la fine dell'XI e il principio del XII secolo. Infine, Renato Bonelli ha recentemente ridimensionato l'importanza di Santa Maria Maggiore (e di San Pietro) relegandola ad un esempio di quella ricerca che, a partire dall'VIII secolo, ha avuto luogo nell'Italia Centrale: una ricerca, però, di carattere unicamente locale, di limitata validità e di modesto livello innovativo e formale.

## Esterno

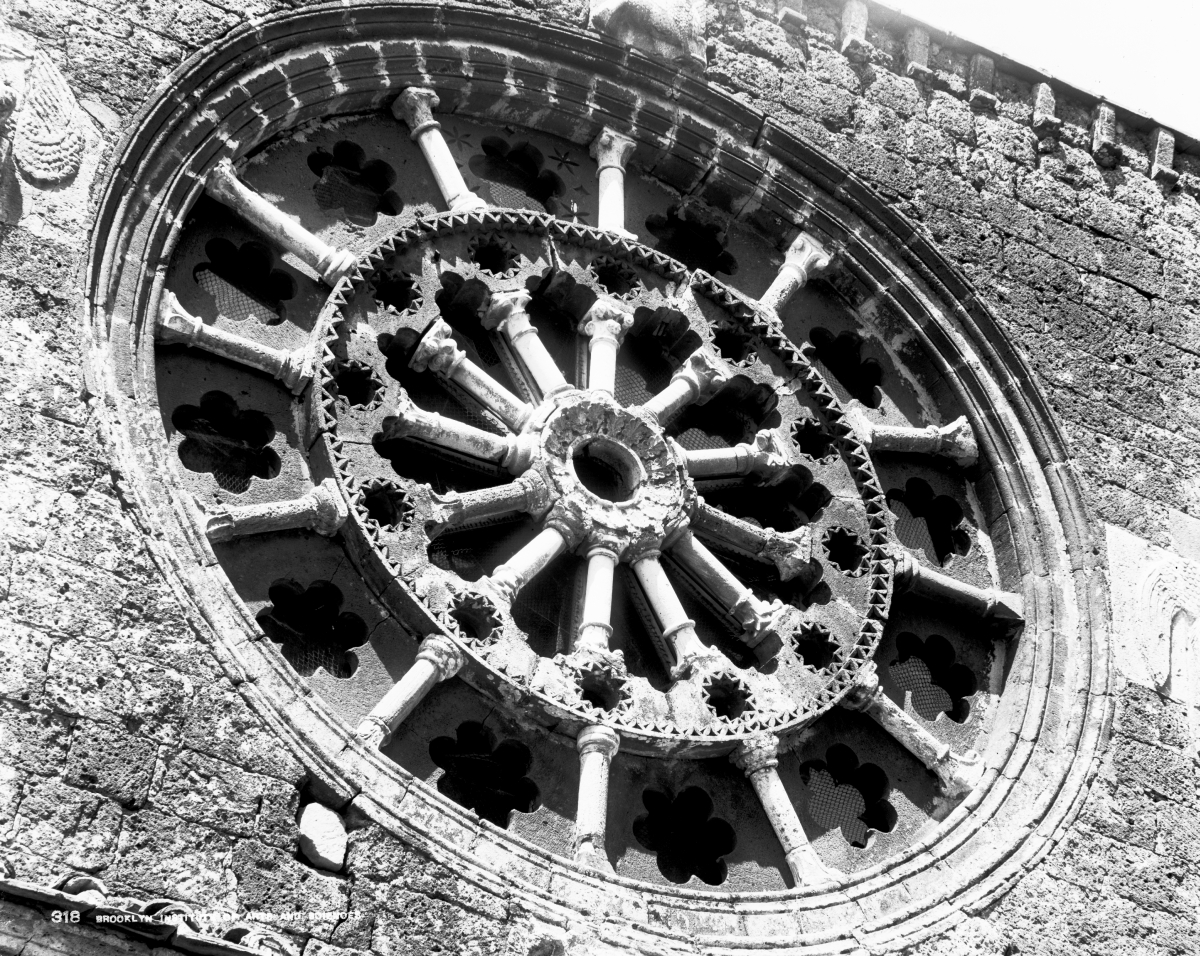
Rosone centrale

Sulla facciata principale si aprono tre portali finemente decorati.
Quello centrale, in marmo bianco, è molto strombato e fiancheggiato da due colonne scanalate a tortiglione. Presenta due leoni sovrastati da una lunetta con quattro archi sorretti da doppie colonne e con differenti capitelli. Negli stipiti sono scolpite le figure degli apostoli Pietro e Paolo, in parte ricostruite dopo un atto vandalico. Nella lunetta sono poste le figure della Madonna con Bambino benedicente e da sinistra, Balaam sull'asina, il Sacrificio di Isacco e l'Agnus Dei, simili ad archetipi lombardi.
Il portale di destra è decorato con fogliami di ispirazione classica, mentre l'arco di quello sinistro presenta un ornamento di stile normanno-siculo. Nella parte superiore si sviluppa, tra un leone e un grifo, la loggia con le sue nove colonne e dieci archetti. Infine, il ricco rosone con due ordini di dodici colonne ai cui angoli si trovano quattro sculture che richiamano gli Evangelisti (Aquila, Angelo, Leone e Vitello a rappresentare rispettivamente Giovanni, Matteo, Marco e Luca).
L'abside semicircolare è percorsa da lesene e da fasce di archetti.

## Interno

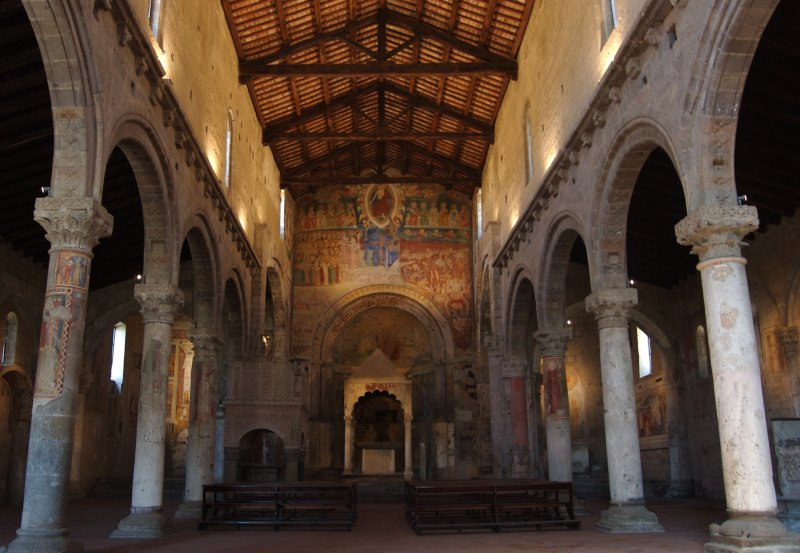
Veduta della navata centrale

L'interno, a pianta basilicale con tetto a capriate, è a tre navate divise da sei campate. Vi si trovano colonne e pilastri affrescati, capitelli romanici scolpiti per arconi a tutto sesto ornati nel sottarco da fiori stilizzati a quattro petali, sopra una cornice in pietra su mensole con motivi architettonici e zoomorfi. Lungo le pareti delle navate laterali troviamo arcate cieche che chiudono arcatelle cieche su semipilastri. Il presbiterio è fiancheggiato da due arcate trasversali; il paliotto dell'altare, sormontato da un ciborio in forme gotiche primitive con vele interne affrescate e rozza sedia vescovile, è costituito da un pluteo dell'VIII-IX secolo.
Nella navata destra è collocato un fonte battesimale ad immersione di forma ottagonale risalente al XIII secolo. Nella navata centrale si ammira un prezioso pergamo del Duecento con frammenti alto medievali. Al termine della navata sinistra è notevole un altare con "fenestrella" elemento tipico delle "confessio" ossia i luoghi di sepoltura divenuti centri di devozione. Effettivamente nella chiesa erano conservati innumerevoli reliquie e vi erano sepolti molti santi martiri.

## Gli affreschi

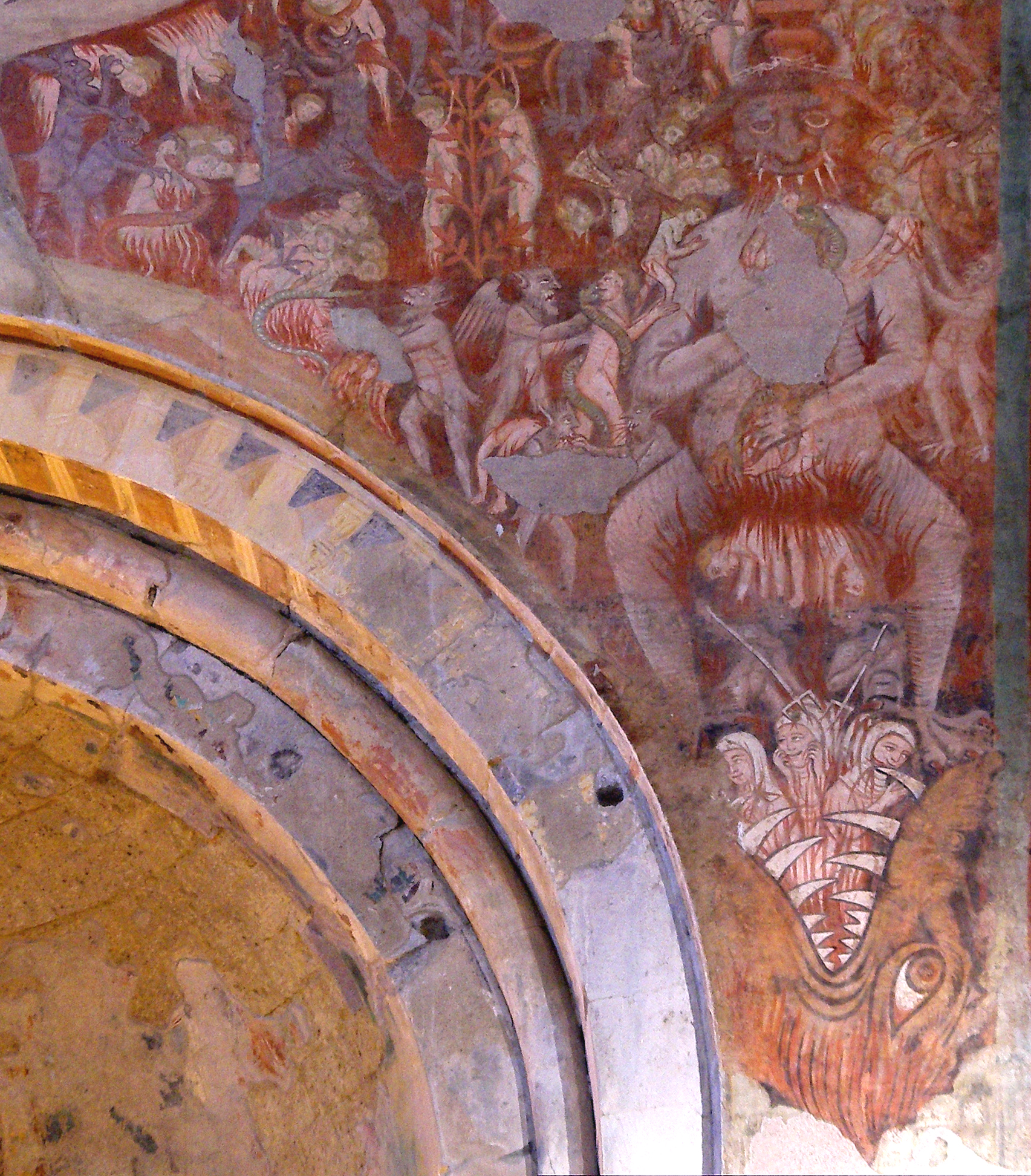
La raffigurazione del Giudizio universale

L'abside è percorsa da un affresco duecentesco di scuola romana con influssi bizantini raffigurante i Dodici Apostoli; nel presbiterio, sull'arco dell'abside, è dipinto un grande affresco del Trecento sul quale è rappresentato, oltre al committente Secondiano, il Giudizio Universale. Piuttosto ben conservato, è attribuito a Gregorio e Donato D'Arezzo.

## La torre campanaria
Staccata dalla chiesa, la poderosa, seppur mozza, torre campanaria di cui restano l'alto basamento e due ordini di finestre separati da lesene e file di archetti ciechi. La sua costruzione dovrebbe risalire al XII secolo anche se alcune sue caratteristiche (come la struttura della base, la sproporzione del corpo rispetto all'edificio chiesastico e la collocazione in fronte della facciata) farebbero piuttosto pensare ad una sua precedente fondazione.